# Micropolitan statistical area
Micropolitan Statistical Area är i USA en statistisk benämning på ett område vars kärna (urban area) har mellan 10 000 och 49 999 invånare.
Större urban areas (med minst 50 000 invånare) ingår istället som kärna i ett Metropolitan statistical area.